# Heinz Plöger
Heinz Plöger (* 12. Juli 1929 in Züsedom; † 26. Dezember 2002 in Frankfurt (Oder)) war ein deutscher FDJ- und SED-Funktionär. Er war von 1955 bis 1957 Vorsitzender der Pionierorganisation Ernst Thälmann und anschließend SED-Funktionär im Bezirk Frankfurt (Oder).

## Leben
Plöger wurde am 12. Juli 1929 als Sohn eines Landarbeiters in Züsedom geboren. Nach dem Absolvieren der Volksschule von 1936 bis 1944 besuchte er bis Kriegsende eine Lehrerbildungsanstalt in Cottbus. Danach kehrte Plöger auf den elterlichen Neubauernhof zurück. Dort und auf einem sowjetisch verwalteten Gut war er bis zum April 1947 als Landarbeiter und Kutscher tätig. In dieser Zeit wurde er Mitglied der Antifa-Jugend des Kreises Pasewalk. 1947 wurde Plöger Kindergruppenleiter in seinem Heimatort Züsedom und gleichzeitig zum Instrukteur der FDJ-Kreisleitung Prenzlau ernannt. Wenige Zeit später wurde er FDJ-Kreisvorsitzender im Kreis Prenzlau, welcher er bis 1950 blieb. Während dieser Zeit wurde Plöger im Januar 1948 Mitglied der SED. 1950 betraute ihn die FDJ mit dem Posten des 1. Sekretärs der FDJ-Kreisleitung Spremberg, 1951 delegierte man ihn an die brandenburgische Landesparteischule in Schmerwitz bei Wiesenburg/Mark. Nach diesem Studium war Plöger 1952 zunächst als Instrukteur der SED-Landesleitung Brandenburg tätig, bevor er im August 1952 die Leitung der Abteilung Kultur der neu geschaffenen SED-Bezirksleitung Frankfurt (Oder) übernahm. 1954 wechselte er als Mitarbeiter in eine Instrukteurbrigade des ZK der SED, zuständig für den Bezirk Frankfurt (Oder). Auf dem V. Parlament der FDJ im Mai 1955 in Erfurt wurde Plöger zum Mitglied des Zentralrates gewählt, in dem er bis 1957 als Sekretär tätig war. In das Sekretariat des Zentralrates gelangte Plöger in der Funktion als Vorsitzender der Pionierorganisation Ernst Thälmann. Er löste damit Margot Honecker ab. Plöger wurde in dieser Funktion erstmals der Öffentlichkeit auf dem II. Pioniertreffen vom 12. bis zum 18. August 1955 in Dresden vorgestellt. Seine Amtszeit war indes kurz, schon 1957 wurde er von Robert Lehmann als Vorsitzender abgelöst. Plöger verblieb zunächst in der Pionierorganisation und bekleidete bis 1960 das Amt des Sekretärs für Kader der Zentralleitung der Pionierorganisation. Anschließend wurde er von der SED zu einem dreijährigen Studium bis August 1963 an die Parteihochschule Karl Marx delegiert. Dieses Studium schloss er als Diplom-Gesellschaftswissenschaftler ab. Danach besetzte Plöger zunächst den Posten des 1. Sekretärs der Bezirksleitung Frankfurt (Oder) des Kulturbundes der DDR. Erst 1967 wurde er wieder mit einer Parteifunktion betraut. Plöger war zunächst bis 1968 Sekretär für Agitation und Propaganda der SED-Kreisleitung des Kreis Frankfurt (Oder). 
Anschließend wechselte er zur SED-Bezirksleitung Frankfurt (Oder), wo er zunächst bis zum Februar 1969 die Abteilung Wissenschaft, Volksbildung und Kultur leitete. Im Anschluss daran wurde Plöger als Nachfolger von Hans-Joachim Hertwig zum Sekretär für Wissenschaft, Volksbildung und Kultur in der Bezirksleitung ernannt. Er rückte damit, als einer von dreizehn Mitgliedern des Sekretariats der SED-Bezirksleitung, unmittelbar in den obersten Führungskreis im Bezirk Frankfurt (Oder) auf. Im Juni 1988 gab er die Ressorts Wissenschaft und Volksbildung an Rosemarie Bischoff ab, blieb jedoch Sekretär für Kultur der SED-Bezirksleitung. Während der Wende und friedliche Revolution trat er am 15. November 1989 zurück und gehörte noch bis Dezember 1989 dem Bezirkstag Frankfurt (Oder) als Abgeordneter an. Während der letzten Legislaturperiode ab 1986 war er Vorsitzender der Ständigen Kommission Sozialistisches Bildungswesen und Berufsbildung. Er ging in den Vorruhestand und wurde 1994 Altersrentner. Plöger blieb Parteimitglied, wurde somit auch Mitglied der PDS. Er engagierte sich zeitweise in der Arbeitsgruppe für Agitation und Bildung des PDS-Kreisvorstandes Frankfurt (Oder).

## Ehrungen
- 1974 Ehrentitel „Verdienter Lehrer des Volkes“
- 1979 Vaterländischer Verdienstorden in Silber und 1988 in Gold[3]